# 脆弱凤仙花
脆弱凤仙花（学名：Impatiens infirma）为凤仙花科凤仙花属的植物，是中国的特有植物。分布在中国大陆的四川、西藏等地，生长于海拔3,100米至3,600米的地区，多生于水沟边以及山谷林下，目前尚未由人工引种栽培。